# Paul Hoffman (cestista)
Paul James Hoffman (Jasper, 5 maggio 1925 – Baltimora, 12 novembre 1998) è stato un cestista e dirigente sportivo statunitense, professionista nella NBA.

## Carriera
Venne selezionato dai Toronto Huskies nel Draft BAA 1947.

## Palmarès
- Campione BAA (1948)